# Tauriac (Lot)
Tauriac é uma comuna francesa na região administrativa de Occitânia, no departamento de Lot. Estende-se por uma área de 8,23 km². Em 2010 a comuna tinha 439 habitantes (densidade: 53,3 hab./km²).